# José Luis Ortiz Araya
José Luis Ortiz Araya (San José, 4 de septiembre de 1930 - Tibás, 14 de octubre de 2012) fue un periodista y narrador costarricense. Falleció víctima de un cáncer de médula ósea.

## Radio
En la radio laboró para América Latina (hoy Radio América del Grupo Extra), Columbia, dos emisoras en El Salvador, La Voz de la América Central en Nicaragua y Radio Columbia, Canal 2 en Puntarenas. También en Radio Monumental, Centroamericana, Reloj, Radio Todo de Los Ángeles, California, y Nacional.
Uno de sus últimos trabajos fue en Canal 13 con el espacio dominical “Titulares Deportivos” y siempre se le recordará en su espacio estrella “José Luis Ortiz informando”.

## Televisión
Incursionó en la televisión en Canal 7 en sus inicios en 1958, en canal Canal 6 y en el Canal 2 en 1996. Luego fundó en 1998 el espacio Titulares Deportivos del Sinart Canal 13. Además de relator, trajo los derechos de transmisión de los mundiales México 1970. También participó en Argentina 1978, España 1982 y México 1986. Y asistió a su último mundial en Corea y Japón 2002.

## Curiosidades
Le pusieron el apodo de El Rápido Ortiz en 1960, cuando en Radio Columbia se distinguía de sus colegas por la velocidad para narrar.